# Jonathan Lowell Butler
Jonathan Lowell Butler (* 1939; † 1. Januar 1974) war ein US-amerikanischer Romanist und Italianist.

## Leben
Butler studierte in Berkeley (bei Yakov Malkiel) und in Heidelberg (bei Kurt Baldinger) und wurde 1969 in Berkeley promoviert mit der Arbeit The Latin derivational suffixes -ĪNUS, -ĪNA, -ĬNUS, and -ĬNEUS. Their origins and Romance descendants (erschienen u. d. T. Latin -īnus, -īna, -ĭnus and -ĭneus. From Proto-Indo-European to the Romance languages, Berkeley 1971). Diese gesamtromanistische Arbeit (die ein breites Echo fand) legte einen besonderen Akzent auf das Sardische. Butler starb kurz nach seiner Ernennung zum Associate Professor an der University of California, Davis. Er erfuhr die Ehre einer Gedenkschrift in der Zeitschrift Romance Philology.